# Bourg-Saint-Christophe

Bourg-Saint-Christophe este o comună în departamentul Ain din estul Franței.